# Paraje natural Cola del embalse de Bornos
El paraje natural Cola del embalse de Bornos es un área protegida situada en los términos municipales de Arcos de la Frontera, Bornos y Villamartín en la provincia de Cádiz, Andalucía (España). Su declaración como espacio protegido por parte de la Junta de Andalucía tuvo lugar el 18 de julio de 1989. También es Zona de Especial Protección para las Aves ZEPA, desde el año 2002, y se encuentra a la espera de su inclusión entre los Lugares de Importancia Comunitaria (LIC).

## Características

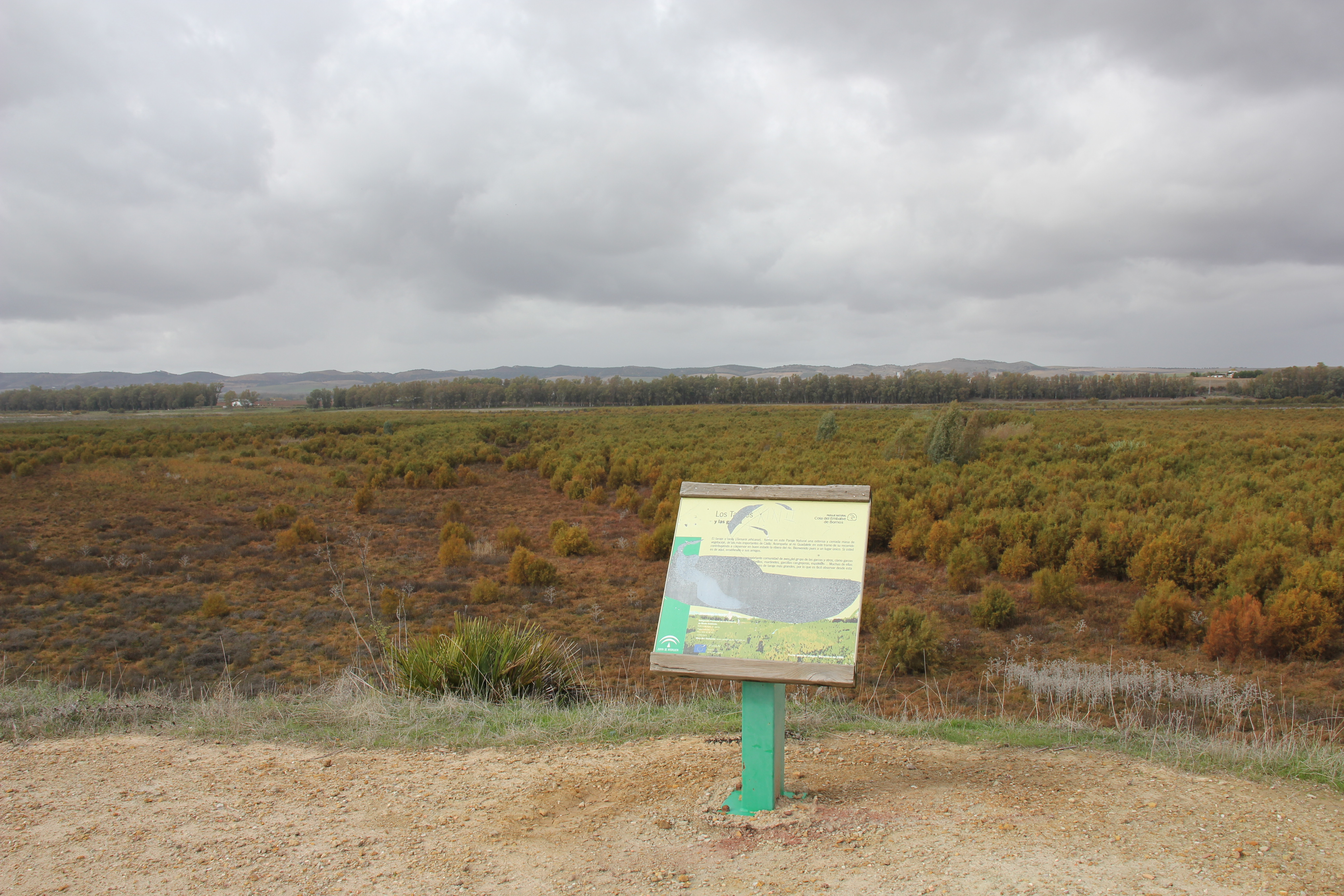
Cola del Embalse desde el mirador.

Con una extensión de 630 hectáreas ocupa el tramo inicial del embalse de Bornos y una extensa zona que incluye parte de la ribera del río Guadalete. Especialmente importante es la rica fauna presente en el enclave entre la que destacan aves como el martinete, la garcilla cangrejera o el negrón común y mamíferos como la nutria. La flora presente en los alrededores está compuesta por lentiscos y acebuches además de otras especies propias de ribera que proporcionan lugares adecuados para la nidificación de las aves presentes.

## Turismo
Cuenta con un sendero señalizado.

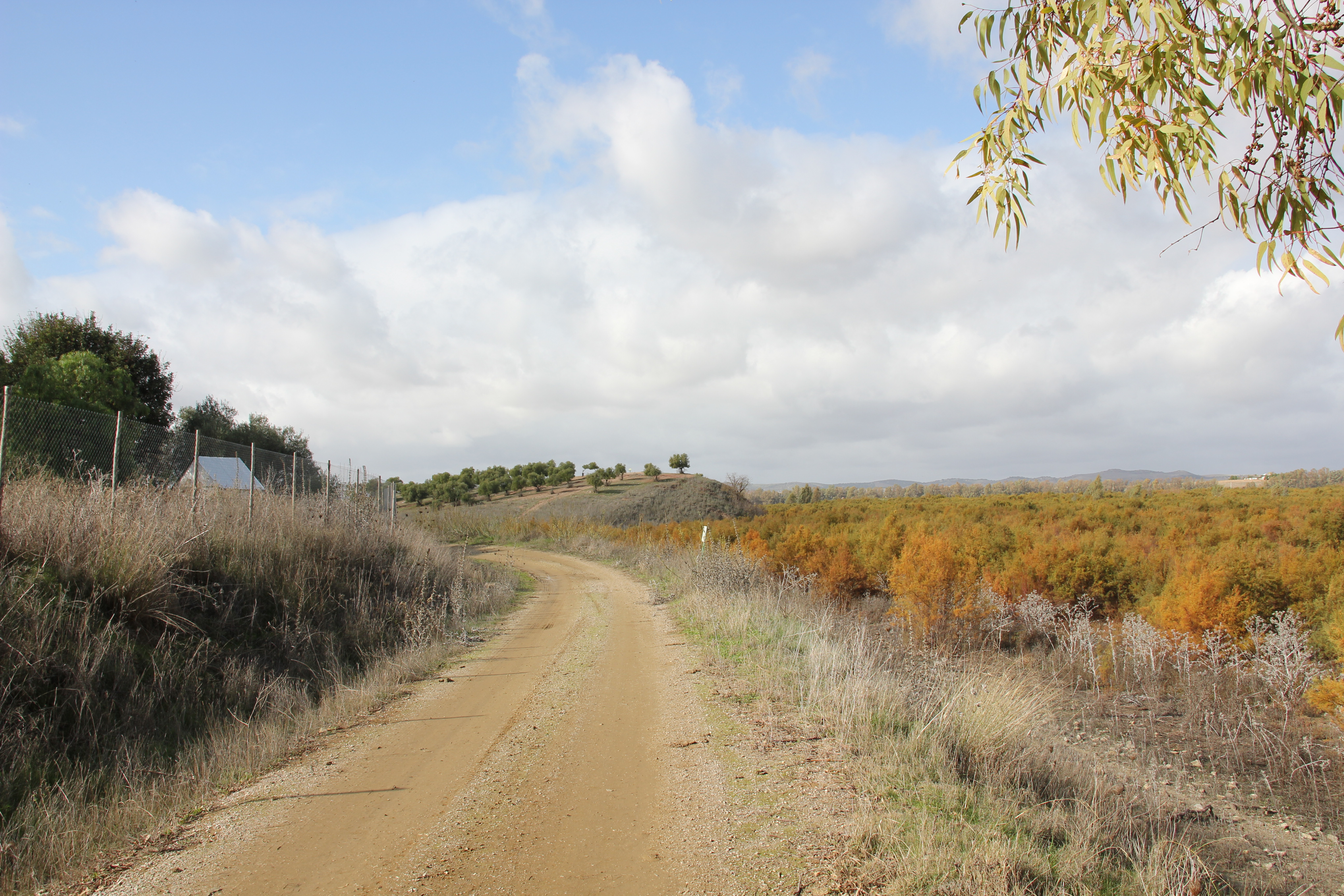
Sendero e isleta con el mirador.
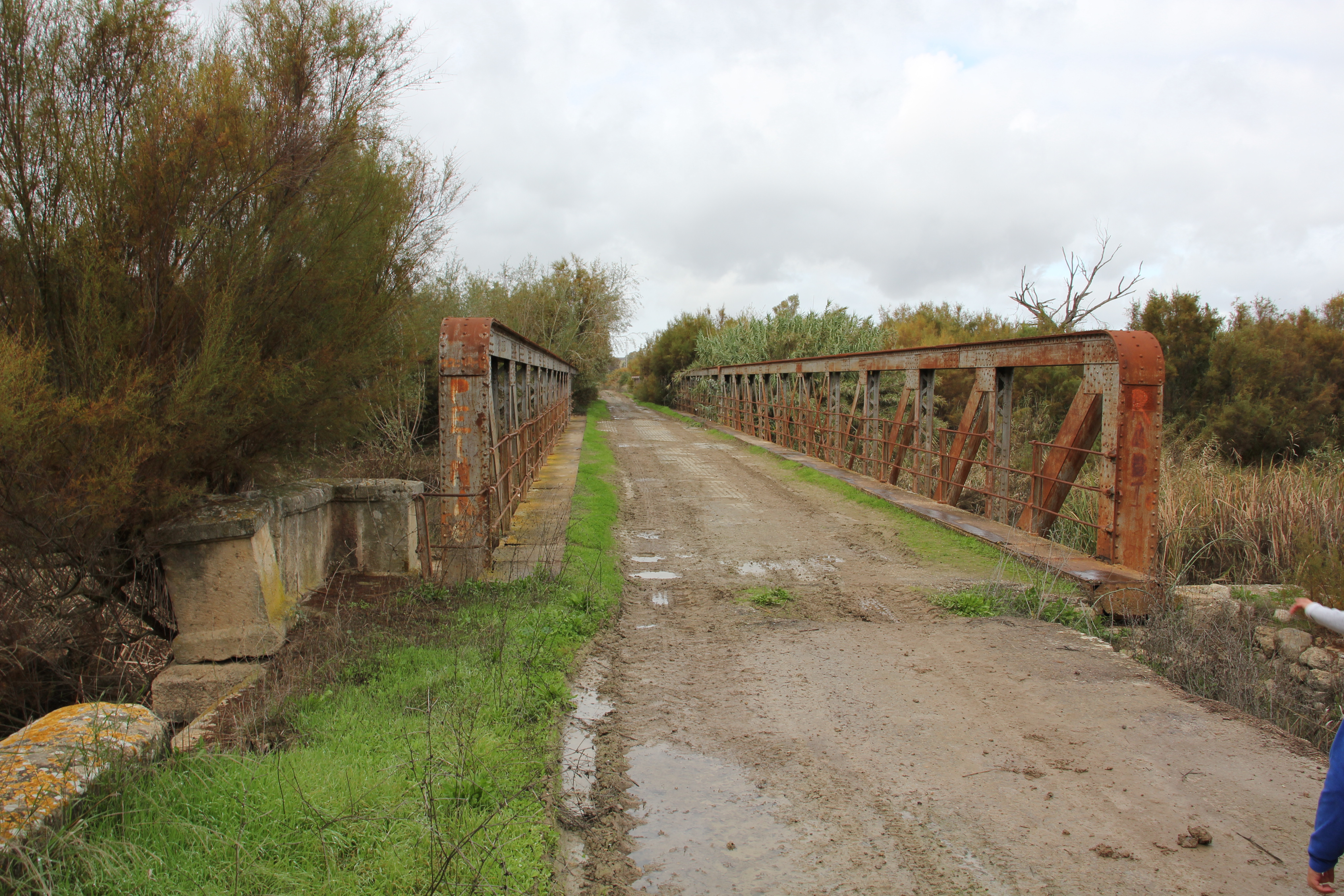
Bifurcación del camino hacia el "Puente de Hierro".